# 田中弘 (陸上選手)
田中 弘（たなか ひろし、1915年6月29日 - 没年不明）は、日本の陸上選手。早稲田大学競走部に所属した。1936年ベルリンオリンピックの陸上競技・男子走高跳に出場した。結果は1.94mを跳び、6位であった。
日本陸上競技選手権大会においては、1946年に棒高跳、1947年に走高跳で優勝している。